# Ausobskya hauseri
Ausobskya hauseri is een hooiwagen uit de familie Phalangodidae. De wetenschappelijke naam van de soort is voor het eerst geldig gepubliceerd door Vladimír Šilhavý in 1976.
De soort komt alleen voor in Griekenland.